# Nationaal park Đerdap
Het Nationaal park Đerdap (Servisch: Национални парк Ђердап; Nacionalni park Đerdap) is het grootste nationale park van Servië. Het strekt zich over een lengte van ongeveer 100 km uit langs de Donau en beslaat de rechteroever van de rivier, die hier via een reeks kloven door de Karpaten breekt. De linkeroever ligt op Roemeens grondgebied (Natuurpark Porțile de Fier). Het doorbraakdal staat bekend als de IJzeren Poort en is onderdeel van de European Green Belt.
Toen het park in 1974 tot stand kwam, was de Donau al afgesloten door een stuwdam (1972), die het waterpeil deed stijgen en die de steur uit de rivier verdreef. Het bijbehorende stuwmeer behoort eveneens tot het park.
Het park beschermt niet alleen flora, fauna en geomorfologische objecten, maar ook archeologische en cultuurhistorische monumenten, zoals de middeleeuwse burcht van Golubac, de Romeinse Tabula Traiana bij Kladovo en de vroeg-neolithische site Lepenski Vir.
In de stad Donji Milanovac bevindt zich een bezoekerscentrum.
Đerdap · 
Fruška Gora ·  
Kopaonik ·
Kučaj-Beljanica ·
Stara Planina ·
Tara